# Marcel Boekhoorn
Marcel Boekhoorn (Nijmegen, 30 oktober 1959) is een Nederlands ondernemer en investeerder. Zijn fortuin maakte hij onder andere met de aan- en verkoop van Telfort. Hij is onder meer eigenaar van Ouwehands Dierenpark en is van 2018 tot 2020 eigenaar geweest van de noodlijdende winkelketen HEMA. Middels zijn investeringsmaatschappij Ramphastos Investments had hij anno 2019 belangen in meer dan dertig bedrijven in uiteenlopende sectoren met een totale omzet van bijna vijf miljard euro.
Boekhoorn is opgeleid tot registeraccountant. Hij begon zijn carrière bij Deloitte & Touche, waar hij in 1991 partner werd. Een van de eerste vennootschappen die hij oprichtte was 'Bowolar', wat naar verluidt stond voor Boekhoorn wordt lachend rijk.
Boekhoorn richtte in 1994 de investeringsmaatschappij Ramphastos Investments N.V. op. In april 2023 maakte hij bekend dat een van hun partners, Jan Willem Neggers, was benoemd tot CEO (Chief Executive Officer) van dit bedrijf. Boekhoorn liet in een reactie weten een stap terug te zetten, maar nauw betrokken te blijven als grootaandeelhouder van Ramphastos.

## Werkwijze en projecten
In 1999 was Boekhoorn een van de investeerders in het door Roel Pieper begeleide ‘broncode’-project van de inmiddels overleden computerreparateur Jan Sloot.
Ondernemer Boekhoorn neemt met zijn investeringsmaatschappij 'Ramphastos Investments' bij voorkeur een meerderheidsaandeel in ondernemingen in nichemarkten. Hij gelooft in waardecreatie door het vergroten van het marktaandeel en de inkomsten van een onderneming, in plaats van uitsluitend te focussen op kostenreductie. Zijn investeringen waren niet allemaal succesvol, maar hij wist de portefeuille van zijn investeringsmaatschappij in de tweede helft van de jaren negentig gestaag uit te bouwen.
Boekhoorn paste zijn methode voor het eerst toe bij Bakker Bart. Later, in 2005, herhaalde hij deze strategie met het toen verlieslijdende Telfort. Hij verkocht dit bedrijf aan KPN, waarmee hij zo’n 300 miljoen euro verdiende. Andere succesvolle activiteiten van Boekhoorn zijn de verkoop van spuitbussenfabrikant Motip Dupli aan het management en Intermediate Capital Group, de verkoop van de koekjesfabriek Cocachoc aan Portion Pack Europe (dochter van Südzucker Duitsland), de verkoop van telecom- en internetprovider Novaxess aan Easynet, de verkoop van vliegsimulatorbouwer SIM Industries en in 2019 de verkoop van Robin Mobile aan de Nuts Groep. In 2006 haalde hij samen met het management het Nederlandse modeconcern McGregor van de beurs. Ook het gratis dagblad De Pers werd gefinancierd door Boekhoorn, vanaf de start in januari 2007 tot het einde ervan op 30 maart 2012.
Boekhoorn heeft een voorkeur voor innovatieve bedrijven die de potentie hebben om marktleider te worden en die inspelen op wereldwijde trends. Via Ramphastos Investments heeft hij belangen in enkele tientallen hightech bedrijven. In 2012 werd de High Tech Campus Eindhoven door een groep investeerders onder leiding van Boekhoorn overgenomen van Philips voor zo'n 450 miljoen euro. In 2021 verkocht hij de Campus weer door aan Oaktree Capital Management.
Eind november 2013 bundelden Boekhoorn, Edward van Kersbergen en Kenda Capital hun krachten in Kenda nTech. Zij richtten een nieuw investeringsfonds op voor technologieën in de energiesector van oliemaatschappij Shell. Kenda nTech is een spin-off van Kenda Capital, de manager van een fonds van oliemaatschappij Shell dat de ontwikkeling van nieuwe technologieën in de olie en gasindustrie wil versnellen. In 2014 verwierf hij, samen met andere Nederlandse investeerders, waaronder Peter Goedvolk en Edward van Kersbergen, een licentie om naar aardolie te boren in Tunesië. In 2015 werd bij het boren van de eerste put olie aangetroffen. Het belang in kledingconcern Suitsupply werd in 2015 verkocht aan grootaandeelhouder Fokke de Jong.

## HEMA

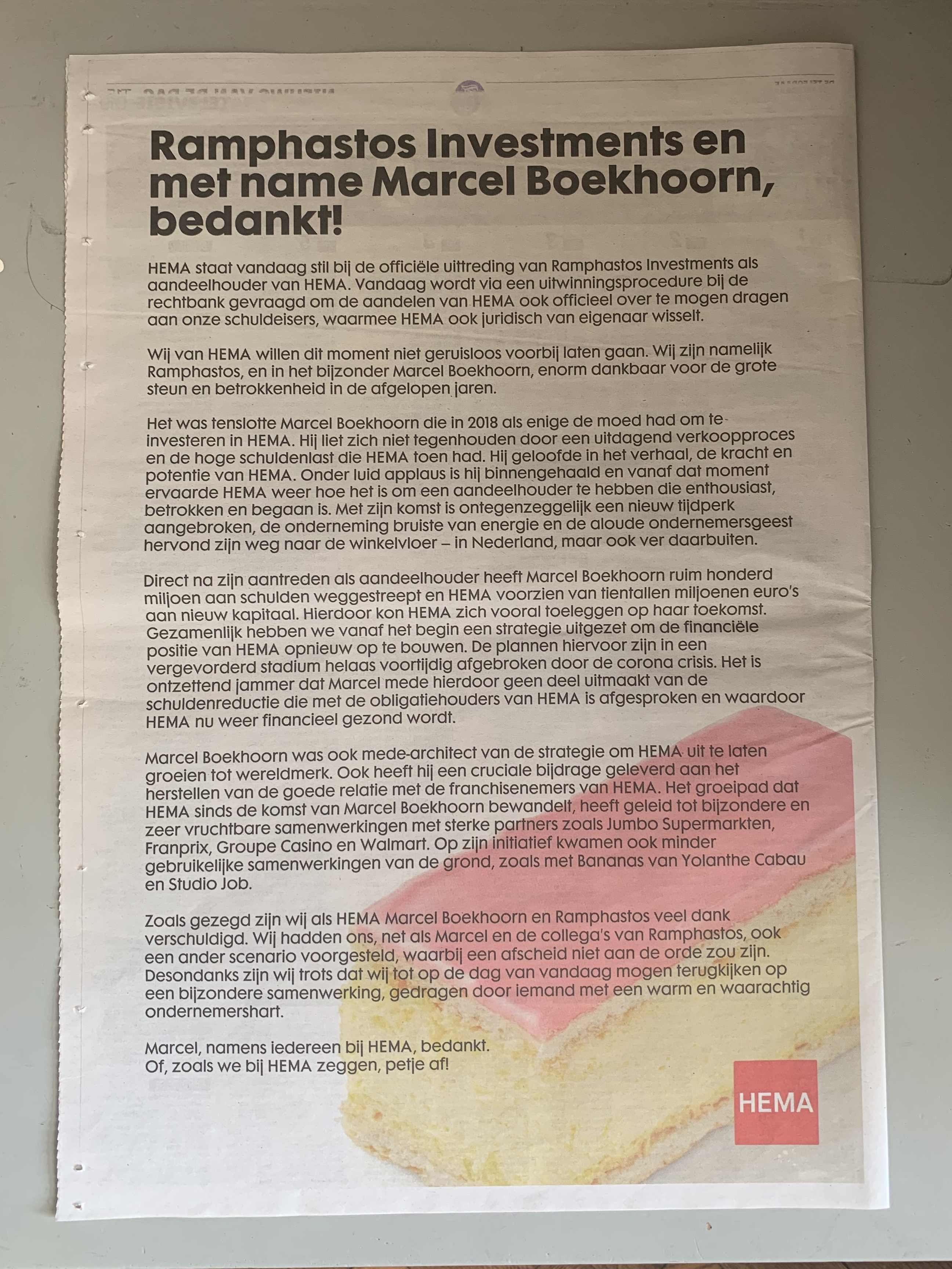
HEMA bedankt Boekhoorn in een paginagrote advertentie in De Telegraaf

Boekhoorn werd in 2018 bekend bij het grote publiek toen hij winkelketen de HEMA overnam van  Lion Capital LLP. De HEMA ging al jaren gebukt onder een schuldenlast die was ontstaan door agressieve financieringstechnieken van eerdere eigenaren. Boekhoorn, die meteen aangaf als eerste prioriteit te hebben de schulden en daarmee te enorme rentelasten van de HEMA drastisch te willen reduceren, werd met open armen ontvangen bij de winkelketen. Hij wist een langlopend conflict met franchisenemers op te lossen en realiseerde voor de Hema belangrijke samenwerkingen met onder meer Jumbo. Toen de situatie bij de Hema door de coronacrisis snel verslechterde, kwam Boekhoorn in conflict met een groep schuldeisers, waarna hij half september 2020 de HEMA formeel moest overdragen aan de zgn. Ad Hoc Group, een diffuse groep schuldeisers met buitenlandse investeerders als Carval en Carlyle. Boekhoorn, die half juni 2020 de HEMA en de Ad Hoc Group nog een voorstel had gedaan om een deel van zijn aandelen op te geven en extra geld te stoppen in de HEMA, verzette zich uiniet tegen het verlies van de winkelketen. Tijdens de rechtszaak zei zijn advocaat daarover: "Dat het zo kan gaan lopen dat Boekhoorn bij die toekomst voor HEMA voorlopig niet meer betrokken zal zijn, doet pijn, maar het belang van Hema staat óók nu voor Boekhoorn voorop." Boekhoorn investeerde in totaal circa € 115 miljoen in de HEMA. De winkelketen bedankte hem op de website van het bedrijf en onder meer met een paginagrote advertentie in dagblad De Telegraaf en een videoboodschap van HEMA-CEO Tjeerd Jegen. In februari 2021 zei Jegen in een aflevering van de RetailTrends-podcast dat Marcel Boekhoorn als er geen coronacrisis was geweest nog steeds eigenaar van HEMA zou zijn. De nieuwe eigenaren lieten weten de HEMA op zo kort mogelijke termijn te willen doorverkopen.

## VHZ Groep
Via de 'Chalet Real Estate' was de ondernemer eigenaar van een vastgoedportefeuille van meer dan een miljard euro die in december 2014 werd verkocht aan belegger Kildare. In 2015 verkocht hij zijn belang in de studentencomplex 'Campus Diemen Zuid' aan de Amerikaanse vastgoedbelegger 'Greystar'. In juli 2021 verkocht Marcel Boekhoorn zijn belang in de VHZ Groep, in Nederland marktleider op het gebied van kunststof kozijnen en deuren aan investeerder Gilde. De VHZ Groep was sinds 2014 in handen van Boekhoorn. Bartjens (Het Financieele Dagblad) zei daar op 22 juli 2021 het volgende over: “Het bedrijf is de afgelopen jaren snel gegroeid, en behaalt een gezonde winstmarge. Dat rechtvaardigt een multiple van pakweg zeven. En zeven keer de ebitda van €17,7 mln, is afgerond €124 mln. Daarvan gaat de helft naar Boekhoorn: €62 mln. Tel daar het dividend bij op, dan gaat voor hem de opbrengst in de richting van €75 mln. (…) Boekhoorn bewees (met deze deal) wel dat hij het kunstje, van de goudgerande deals, nog steeds beheerst.”
In 2018 kreeg de Malteser Novum Bank, waar Boekhoorn een meerderheidsbelang in heeft, een forse boete van de Autoriteit Financiële Markten omdat zij zonder vergunning flitskredieten hadden aangeboden op de Nederlandse markt tegen een veel te hoge rente.
In een gesprek met zakenblad in 2022 Quote verklaarde Boekhoorn het ‘rustiger aan te gaan doen’, maar hij deed in hetzelfde jaar verschillende investeringen, onder meer met een meerderheidsbelang in laadpalenbedrijf Opcharge. Daarnaast maakte Ramphastos Investments in oktober 2022 bekend dat het bedrijf grootaandeelhouder is geworden van R-Solution Medical, pionier op het gebied van geautomatiseerd verpakken van medische instrumenten voor ziekenhuizen en zorginstellingen. Het bedrijf heeft een robot ontwikkeld die geheel steriel medische apparatuur kan verpakken. Ramphastos speelt hiermee in op personeelstekorten in de zorg, het steeds groter belang van hygiëne (ivm Covid19) en door de besparing van verpakkingsmateriaal aan de behoefte van ziekenhuizen om duurzamer te werken. Marcel Boekhoorn verklaarde tegenover zakenblad Quote dat hij de toepassing ‘technologisch geweldig’ vindt.
Een andere investering waarmee Marcel Boekhoorn in 2022 naarbuiten kwam is FastID, een Nederlandse start-up waarmee mensen een beveiligde, digitale identiteit kunnen maken op de eigen mobiele telefoon. Via een speciale app moet de gebruiker het paspoort en vervolgens het gezicht scannen. Alle gegevens blijven opgeslagen op de telefoon en komen niet in handen van FastID. Gebruikers kunnen dan met een gezichtsscan (dus zonder ticket of toegangsbewijs) reizen of naar een evenement. 
Eredivisieclub NEC (waar Boekhoorn veel geld in steekt) werkt met FastID voor toegang tot de businessclub. FastID draait ook pilots op Rotterdam The Hague Airport, onderdeel van de Schiphol Group, en Airport Weeze (Duitsland).

## Lithium
In juni 2023 maakte Boekhoorn bekend dat hij $2,5 miljoen investeert in het Amerikaanse lithiumbedrijf Nevada Lithium. Lithium zit in batterijen die in elektrische auto's, fietsen en telefoons zitten. Boekhoorn heeft ook een belang in het Braziliaanse Atlas Lithium en in het Nederlandse laadpalenbedrijf Opcharge.

## Sponsoring
Marcel Boekhoorn was financier van het project 'Before they pass away' van de Britse fotograaf Jimmy Nelson, die daarvoor tientallen volken heeft vereeuwigd met een oude technische camera. Boekhoorn was ook uitvoerend producent van de succesvolle Netflix-serie ‘Human playground’ gebaseerd op een fotoboek van de Vlaamse fotograaf Hannelore Vandenbussche. In deze serie komen 24 sporten in 25 landen aan bod, waarbij steeds de oorsprong en evolutie van een bepaalde sport wordt onderzocht. De Brit Idris Elba verzorgde de voice-overs voor de serie.

## Dierenpark
Het door Boekhoorn in 2000 gekochte Ouwehands Dierenpark in Rhenen wist hij winstgevend te maken, onder meer door opnamen voor de jeugdserie 'ZOOP'. Kim Boekhoorn, zijn dochter, speelde in de gelijknamige film. Onder toeziend oog van de Chinese president en koning Willem Alexander tekende Boekhoorn na een internationale lobby van 15 jaar op 26 oktober 2015 een samenwerkingsovereenkomst met de 'Chinese Wildlife Conservation Association' om de twee reuzenpanda's Wu Wen en Xing Ya voor de dierentuin te kunnen leasen. Boekhoorn bouwde een in Aziatische stijl opgetrokken pandaverblijf voor de dieren.

## N.E.C.
Boekhoorn is al sinds zijn jeugd supporter van voetbalclub N.E.C. Ook is hij al jaren betrokken als sponsor en beschikt hij over een eigen logebox in het Goffertstadion. In het seizoen 2003/2004 was hij de belangrijkste geldschieter in het aantrekken van Andrzej Niedzielan en Édgar Barreto. Ook voor het behoud van andere spelers heeft Boekhoorn geïnvesteerd in de voetbalclub. In het seizoen 2005/2006 trok hij zich om veiligheidsredenen terug. Op de achtergrond bleef hij actief en hij is bij bijna alle thuiswedstrijden van de club te vinden in zijn loge. In de zomer van 2013 was Boekhoorn betrokken bij het aantrekken van Marnick Vermijl, Jakob Jantscher en Samuel Štefánik.
Begin december 2020 heeft Boekhoorn aan Johan Derksen onthuld, dat hij op dat moment € 22 miljoen aan N.E.C. heeft uitgegeven.
Op 14 augustus 2021 vertelde Marcel Boekhoorn tijdens een van zijn schaarse interviews aan Telesport van De Telegraaf over zijn steun aan NEC. “Ik wil de club niet bezitten. Laten we eerlijk zijn: de club is van de fans, van de gemeenschap en daar moet je gewoon van afblijven.’’ Hij is daarbij geïnspireerd door zijn vader: “Mijn vader is 84 geworden, 75 jaar lid van NEC geweest en hij kwam hier altijd. Hij zei op zijn sterfbed tegen me: ’Marcel, je hebt veel geld verdiend en veel aan de gemeenschap te danken, dus zorg even dat het goed gaat met de club. Hou NEC overeind.’ (...) Ik heb de mazzel dat ik de club financieel kan steunen, maar vergeet niet hoe belangrijk de support is van de talloze vrijwilligers, de medewerkers en natuurlijk de fans is. Wij staan met z’n allen achter NEC en we geven allemaal wat we kunnen geven.’’ Boekhoorn zegt in het interview ook dat hij de club financieel helemaal gezond wil maken net als hij dat gedaan heeft bij zijn dierentuin Ouwehands: “Het zou mooi zijn als het zo zou gaan als bij Ouwehands Dierenpark. Daar hebben we inmiddels een organisatie neergezet die geheel zelfstandig kan draaien en gewoon winst maakt. Die hebben mij helemaal niet meer nodig.”

## Koninklijke Onderscheiding
Op 26 april 2024 is Marcel Boekhoorn benoemd tot ridder in de Orde van Oranje Nassau. Boekhoorn ontving deze onderscheiding vanwege zijn betrokkenheid bij verschillende organisaties en stichtingen, waarmee hij zich verdienstelijk heeft gemaakt voor de Nederlandse samenleving. Voorbeelden zijn de steun van Boekhoorn aan Ouwehands Dierenpark en voor voetbalclub N.E.C. Hij staat niet alleen bekend als grote supporter van de Nijmeegse club, maar ook als sponsor en adviseur. Zo speelde hij in 2021 een belangrijke rol in de herstructurering van de organisatiestructuur van de club.

## Vierdaagse
Tijdens de Nijmeegse Vierdaagse van 2023 bracht Boekhoorn met de Nijmeegse burgemeester Hubert Bruls, NEC-directeur Wilco van Schaik en model Janneke Scherpenhuyzen onder de noemer Walking Brothers and Sister het nummer De mooiste van het jaar uit. Met dit lied, geschreven op de hit I’m Gonna Be (500 Miles) van The Proclaimers, wilden de zangers hun liefde voor Nijmegen en de Vierdaagse tonen.

## Quote 500
Boekhoorn was opgenomen in de Quote 500 in 2005 (50e plaats), 2006 (22), 2007 (20), 2008 (19), 2009 (19e plaats, met een geschat vermogen van 1,1 miljard), 2010 (13) en 2011 (14e plaats, met een geschat vermogen van 1,2 miljard euro).
In 2013 (10e plaats, met een geschat vermogen van 1,3 miljard euro). Boekhoorn staat in 2020 met een geschat vermogen van 1,8 miljard op de 17de plaats van de Quote 500. In 2022 bekleedde Boekhoorn met een geschat vermogen van €2,3 miljard de 13e plek in Quote's rijkenlijst.

## Privé
Boekhoorn heeft drie dochters. Hij heeft een relatie met Rebecca Cabau van Kasbergen, de zus van Yolanthe Cabau.